# Black Radio Exclusive
Black Radio Exclusive vanligtvis förkortad BRE var en amerikansk musiktidning som grundades år 1976 av Sidney Miller Jr. och Susan Miller. Tidningens syfte var att lyfta fram och marknadsföra musik och annan media av afroamerikanska artister. Tidningen sammanställde även egna radiotopplistor.
Sidney Miller investerade alla sina besparingar och sålde både sitt hus och sin bil för att kunna grunda tidningen. BRE kom att ha en avgörande roll i att marknadsföra och lyfta fram den kulturella betydelsen av afroamerikansk musik i USA. Tidningen höll det årliga konventet BRE Convention för skivbolagsanställda och musikartister. Tidskriften upphörde 2017. Sidney Miller avled vid 89 års ålder i september 2022 efter komplikationer från covid-19.